# Monica Aksamit
Monica Aksamit (New York, 18 febbraio 1990) è una schermitrice statunitense, specializzata nella sciabola. È vincitrice di una medaglia di bronzo ai Giochi olimpici di Rio de Janeiro 2016 nella prova a squadre.

## Palmarès
- Olimpiadi

Rio de Janeiro 2016: bronzo nella sciabola a squadre.